# Thermografie

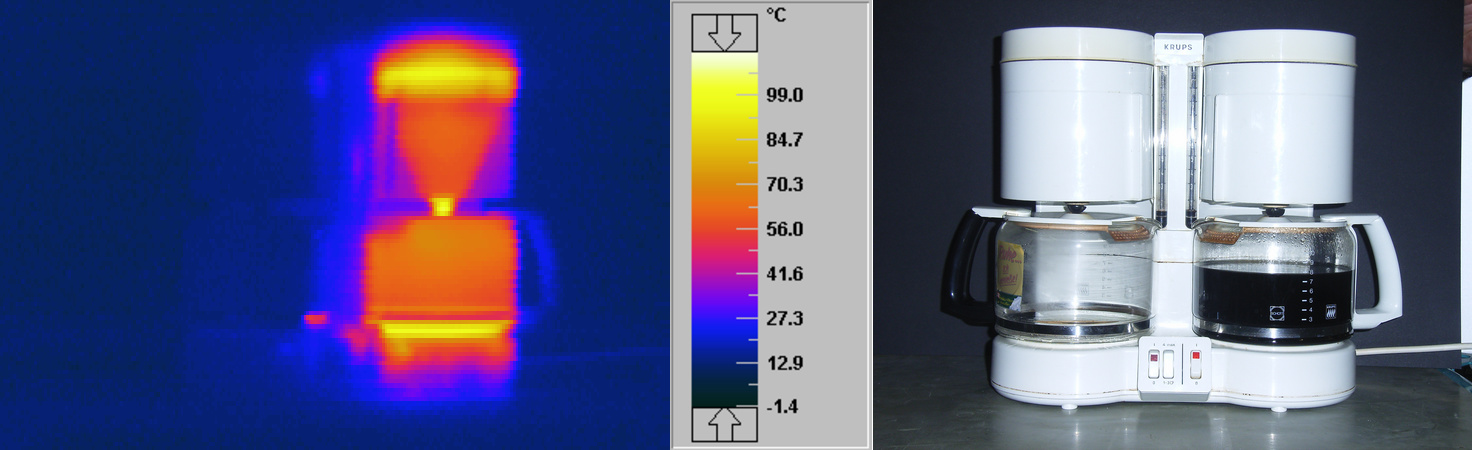
Een thermografische en een gewone foto van een koffiezetapparaat.

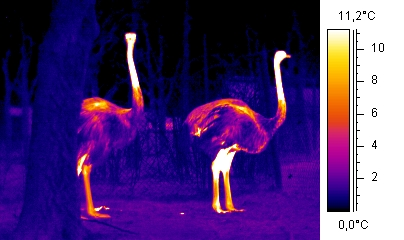
Thermogram van een tweetal struisvogels.

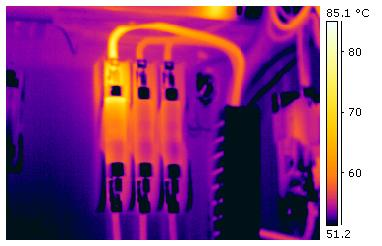
Thermografie toont een fout in een industriële elektrotechnische verdeelinrichting.

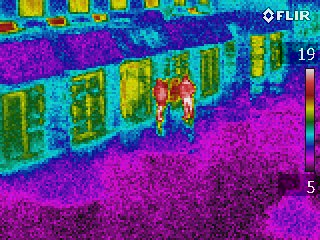
Thermografie en veiligheid

Thermografie is een contactloze meetmethode waarbij men de temperatuur in kaart brengt. Dit gebeurt met een thermografische camera: een camera die is uitgerust met een optiek voor infrarood (normaal glas filtert IR-straling) en een detector die de golflengte analyseert. De werking ervan steunt op de Wet van Wien. De camera levert een thermogram, een visuele weergave van de heersende temperaturen. Een thermogram lijkt op een gewone foto, maar is radiometretisch.
Bij een thermogram wordt normaal gesproken de temperatuurschaal weergegeven. In veel gevallen hebben lage temperaturen hierop een donkere kleur en de hogere temperaturen lichtere kleuren. Aan een thermogram zijn diverse parameters gekoppeld, waarvan enkele het resultaat sterk kunnen beïnvloeden. Voorbeelden hiervan zijn de emissiewaarde, de reflectiviteit, de luchtvochtigheid en het type camera dat is gebruikt. Dit laatste gegeven biedt informatie over de resolutie van de detector, IFOV ("Instantaneous Field of View") en temperatuurbereik. Deze parameters zijn van belang voor de beoordeling of het vanuit natuurkundig oogpunt ook daadwerkelijk mogelijk was om een representatieve opname te maken.
Andere belangrijke parameters zijn vooral gekoppeld aan het toepassingsgebied waarvoor thermografie wordt ingezet. De voornaamste toepassingsgebieden zijn industrie, elektrotechniek en bebouwde omgeving. Daarnaast wordt thermografie ingezet voor de bestudering van flora en fauna.
Meer specifiek wordt thermografie ook toegepast in bijvoorbeeld beveiliging en bewaking, militaire toepassingen, geneeskundige toepassingen, procestechniek, kwaliteitscontrole en brandpreventie. Overheden en luchthavenpersoneel gebruikten thermografie om varkensgriep-verdenkingen te detecteren tijdens de pandemie in 2009. Brandweerlui gebruiken thermografie om door rook heen te kijken, om zo personen te vinden en de brandhaard te lokaliseren. Onderhoudsmonteurs gebruiken thermografie voor het contactloos inspecteren van elektrotechnische componenten, waarbij verhitting vaak een indicator is voor aanstaand falen. (Een sterk afwijkende temperatuur in bijvoorbeeld een contact is veelal een teken van overgangsweerstand.)